# 城エレン
城 エレン（じょう えれん、1966年（昭和41年）7月15日 - ）は、日本のAV女優。バルドエージェンシー所属。
125cm・Nカップの巨乳の持ち主のぽっちゃり体型の熟女系の女優。巨乳もの作品や人妻役や母親役を演じた作品を中心に活躍。

## 人物
- 趣味：花・音楽・ものまね・プロレス観戦

## 略歴
風俗店で働いていたところをシネマユニット・ガスの高槻彰監督が自らスカウトし、2004年（平成16年）に『爆乳JOE 城エレン』でAVデビュー。

## 出演作品

### アダルトビデオ
2004年
- 爆乳JOE 城エレン (9月24日、シネマユニット・ガス)
- 極乳Nカップ 城エレン (10月15日、マドンナ)
- 爆乳JOE2 城エレン（10月23日、シネマユニット・ガス）
- 癒しの極乳Nカップ 城エレン (11月15日、マドンナ)
- 極乳Nカップ痴女 城エレン (12月15日、マドンナ)

2005年
- 天然爆乳 城エレン 感じるオッパイ (2月25日、シネマユニット・ガス)
- 義母は城エレン 城エレン (3月26日、シネマユニット・ガス)
- 月刊 城エレン (4月23日、シネマユニット・ガス)
- 艶熟 中出し 城エレン (6月23日、グローリークエスト)
- もませろ爆乳！飛び出せ精子！ 城エレン (6月25日、シネマユニット・ガス)
- 巨乳悦楽50 城エレン (7月17日、プールクラブ・エンタテインメント)
- 裏 宅配ソープ 城エレン (10月19日、アトラス21)
- バイブの虜 16 (11月9日、プールクラブ・エンタテインメント)…オムニバス作品
- 義母のM汁 爆乳完全版 城エレン (12月16日、シネマジック)
- ハミ乳プロレス 巨乳乱舞！多国籍スケベ娘たちの場外乱闘 (12月27日、マックス・エー)…オムニバス作品

2006年
- 【母子相姦外伝】友達のお母さん 城エレン (2月13日、ルビー)
- 新 豊満熟女 城エレン42歳 (3月11日、ルビー)
- 巨乳OL健康診断 (3月19日、クロス)
- 巨乳義母がまたがってしてあげる (7月28日、TMA)…オムニバス作品
- マドンナファンの集い 美熟女と行く混浴温泉バスツアー (10月25日、マドンナ)
- Hカップ爆乳家政婦は見た! 6 （11月25日、ルビー）
- もう一つの熟バス 未公開セックス・フェラ映像全てお見せします! (12月25日、マドンナ)

2007年
- 巨乳緊縛 犯された乳房 (4月7日、アタッカーズ)
- 爆乳同性愛！ボインママ (4月19日、クロス)

2009年
- 中出しソープ 麗しの熟女湯屋 激爆乳母娘W肉奉仕 (12月10日、グローバルメディアエンターテイメント)